# Magsaysay (Palawan)
Magsaysay es una municipio (tagalo: bayan; cebuano: lungsod; ilongo: banwa; ilocano: ili; a veces munisipyo en tagalo, cebuano e ilongo y munisipio en ilocano) en la provincia de Palawan, en Filipinas. De acuerdo con el censo del 2000, tiene una población de 10,885 personas distribuidas en 2,269 hogares.

## Geografía
Su término comprende la parte central del Archipiélago Cuyo, un grupo de cerca de 45 islas situadas al noreste de la isla de Paragua, al sur de Mindoro y Panay. El municipio de Cuyo ocupa la parte suroccidental de la isla de  Gran Cuyo.
Forman parte de este municipio las siguientes islas e islotes, descritas de norte a sur: 
- Barrio de Canipo, isla del mismo nombre y los islotes de Paya, de Tagbubuc  y  de Siparay.
- Barrio de Alcoba, isla del mismo nombre y los islotes de  Pamitinán y de  Patunga.
- Barrio de Cocoro, isla del mismo nombre y los islotes de Tagauanián y Pandasúcar.
- Barrio de Rizal en Gran Cuyo y los islotes de Putic, Bangobán e Indagami.

## Barangays
Magsaysay está subdividida políticamente en 11 barangays, que son:
- Alcoba
- Balaguén
- Canipo
- Cocoro
- Danaguán (Danawan) (Población)
- Emilod
- Igabas
- Lacarén
- Los Angeles
- Lucbuán
- Rizal

## Historia
El 18 de junio de 1961 fue creado el municipio de Magsaysay formado por los siguientes barrios segregados del término de Cuyo: Los Angeles, Rizal, Lucbuán, Igabas, Imilod, Balaguén, Danaguán, Cocoro, Patonga, Tagawayan, Siparay y Canipo.
El ayuntamiento se situará en el barrio de Danaguán.